# Jesus H. Christ
Jesus H. Christ (dansk: Jesus H. Kristus) er et engelsk udtryk på linje med et bandeord og er en forvanskning af Jesus Christ (dansk: Jesus Kristus). Udtrykket kan bruges vredt, kynisk, sarkastisk, ironisk eller i spøg og antyder, at Christ (Kristus) snarere er et efternavn end en egentlig titel.
Det går mindst tilbage til slutningen af det 19. århundrede, men ifølge Mark Twain var det allerede gammelt i 1850.